# Instituto Nacional de Pesquisas da Amazônia
El Instituto Nacional de Pesquisas da Amazônia (INPA) (en español: Instituto Nacional de Investigaciones de la Amazonía) es una institución pública brasileña, cuyo objetivo es la investigación y difusión de conocimientos científicos sobre la Amazonía. Realiza investigaciones principalmente en el área de manejo de bosques tropicales, conservación, ecología, salud pública, recursos pesqueros y agricultura tropical.
Fue fundado en 1952, su sede se encuentra en la ciudad de Manaos, capital del estado de Amazonas, en el marco del Conselho Nacional de Pesquisas. Actualmente cuenta con sucursales en Rio Branco (Estado de Acre) y Santarém.

## Cursos de posgrado
- Agricultura en el Trópico Húmedo (Maestría y Doctorado)
- Botánica (Maestría y Doctorado)
- Ecología (Maestría y Doctorado)
- Ciencias Forestales Tropicales (Maestría y Doctorado)
- Clima y Ambiente (Maestría y Doctorado)
- Genética, Conservación y Evolución (Maestría y Doctorado)
- Manejo de Áreas Protegidas en la Amazonia (Maestría profesional)
- Biología de Agua Dulce y Pesca Interior (Maestría)
- Acuicultura (Maestría)

Página de la Escuela de Posgrado